# يوغين بليسون
يوغين بليسون هو مبارز بالسيف من المملكة المتحدة، مثّل بلاده في الألعاب الأولمبية الصيفية 1900.

## روابط خارجية
يوغين بليسون على موقع أوليمبيديا (الإنجليزية)
- يوغين بليسون على موقع اللجنة الأولمبية البريطانية (الإنجليزية)